# Джонс, Барбара
Барбара Пёрл Джонс(-Слэйтер) (англ. Barbara Pearl Jones(-Slater); род. 26 марта 1937, Чикаго, Иллинойс) — американская легкоатлетка (бег на короткие дистанции, прыжок в длину), чемпионка Панамериканских игр и летних Олимпийских игр, участница двух Олимпиад, рекордсменка мира.

## Биография
На летних Олимпийских играх 1952 года в Хельсинки Джонс была заявлена в прыжках в длину и эстафете 4×100 метров. В первом виде она не вышла на старт соревнований. Во втором виде она в составе команды США (Мэй Фэггс, Барбара Джонс, Джэнет Морё, Кэтрин Харди), за которую Джонс бежала на втором этапе, стала олимпийской чемпионкой с результатом 45,9 с (мировой рекорд). Серебряным призёром стала Объединённая команда Германии (45,9 с), а бронзовым — команда Великобритании (46,2 с).
В 1953, 1954 и 1957 годах Джонс становилась чемпионкой Ассоциации американских университетов (AAU) в беге на 100 метров. На Панамериканских играх 1955 года в Мехико Джонс выиграла две золотые медали: в коротком спринте и эстафете 4×100 метров (вместе с ней бежали Изабель Дэниэлс, Мэй Фэггс и Мэйбл Лэндри). На следующих Панамериканских играх в Чикаго она выиграла ещё две медали: золото в эстафете 4×100 метров (вместе с Изабель Дэниэлс, Люсиндой Уильямс и Вильмой Рудольф) и серебро в беге на 60 метров.
Джонс не смогла участвовать в летней Олимпиаде 1956 года в Мельбурне. На следующей летней Олимпиаде 1960 года в Риме она выступала в коротком спринте и эстафете 4×100 метров. В первом виде Джонс смогла пробиться в полуфинал, где пробежала дистанцию за 11,7 с — результат, которого оказало недостаточно для продолжения борьбы за медали. В эстафете команда США (Марта Хадсон, Люсинда Уильямс, Барбара Джоунс, Вилма Рудольф) снова завоевала золотые медали (44,5 с). Второй стала Объединённая команда Германии (44,8 с), третьей - команда Польши (45,0 с).
По состоянию на 2004 год Джонс, ставшая олимпийской чемпионкой в возрасте 15 лет и 123 дней, была самой молодой женщиной, выигравшей олимпийскую золотую медаль в легкой атлетике. Впоследствии Джонс стала членом Паралимпийского комитета США.